# Adenocarpus mannii
Espèce
Synonymes
- Adenocarpus benguellensis Baker[1]
- Cytisus mannii Hook. f.[1] [2]

Adenocarpus mannii Hook.f. est une espèce de plantes à fleurs de la famille des Fabaceae et du genre Adenocarpus. C'est un arbrisseau présent principalement au Cameroun, également sur l'île de Bioko en Guinée équatoriale.

## Étymologie
Son épithète spécifique mannii rend hommage au botaniste Gustav Mann qui, en 1861, réalisa l'ascension du mont Cameroun avec Richard Francis Burton et y collecta de nombreuses plantes.

## Liste des variétés
Selon Tropicos (29 septembre 2017) (Attention liste brute contenant possiblement des synonymes) :
- Adenocarpus mannii var. laevicarpa Verdc.
- Adenocarpus mannii var. mannii

## Distribution
La variété Adenocarpus mannii var. laevicarpa Verdc. est endémique du Cameroun. En 1965, un spécimen a été collecté par Jean Raynal dans les monts Atlantika, à une altitude de 1 700 m, dans le village de Kingélou, à 23 km à l'ouest de Tchamba (région du Nord).
La variété Adenocarpus mannii var. mannii, avec des feuilles et des folioles plus petites, a été récolté au Clarence Peak à Bioko.